# MAKS
MAKS（ロシア語: Международный авиационно-космический салон, 国際航空宇宙サロン）は、ロシアで奇数年の8月に開催される航空ショーである。モスクワ近郊のジュコーフスキーにあるジュコーフスキー空港で行われ、ロシア航空機産業の見本市となっている。
MiGやスホーイといったロシアの航空機メーカーだけでなく、旧西側諸国のメーカーであるエアバスなども出展する。